# ルドラマデーヴィ 宿命の女王
『ルドラマデーヴィ 宿命の女王』（ルドラマデーヴィ しゅくめいのじょおう、原題：Rudhramadevi）は、2015年に公開されたインドのテルグ語3D映画。カーカティーヤ朝の君主であり、インドの歴史上数少ない女王の1人でもあるルドラマ・デーヴィの生涯を描いた叙事詩的映画である。監督・脚本はグナシェカール、主演はアヌシュカ・シェッティが務め、バックグラウンドスコアとサウンドトラックの作曲はイライヤラージャが務めている。
2015年10月9日に公開され、ヒンディー語吹替版、マラヤーラム語吹替版が製作された。タミル語版はテナンダル・スタジオ配給で10月16日に公開された。公開初日の興行収入は2015年公開のインド映画で5番目の成績となり、公開初週末の世界興行収入は3億2000万ルピーを記録した。
日本では劇場未公開・DVD未発売で、CSで放送された。

## キャスト
- ルドラマ・デーヴィ（英語版） - アヌシュカ・シェッティ
- ゴーナ・ガンナー・レッディ（英語版） - アッル・アルジュン
- チャールキア・ヴィーラバドラ - ラーナー・ダッグバーティ
- マハーデーヴァ・ナヤクドゥ - ヴィクラムジート・ヴィルク（英語版）
- ガナパティ・デヴドゥ - クリシュナム・ラージュ（英語版）
- シヴァ・デヴァイアー - プラカーシュ・ラージ
- ハリ・ハラ・デヴドゥ - スマン（英語版）
- ムクタンバ - ニティヤ・メーノーン（英語版）
- アナンビカ - キャサリン・トレサ
- ガナパティ・デヴドゥ - アーディティヤ・メーノーン（英語版）
- ソマンバ - プラバ（英語版）
- ゴーナの父方の叔父 - ヴィノード・クマール（英語版）
- アナンビカの父 - ラージャー・ラヴィンドラ（英語版）
- 幼少期のルドラマ - ウルカ・グプタ（英語版）
- 幼少期のチャールキア - ローシャン・メカ（英語版）
- ガナパンバ - アディティ・チェンガッパ（英語版）
- マダニカ - ハムサ・ナンディニ
- プラサダディティア - アジャイ（英語版）
- ナガ・デヴドゥ - バーバ・セガール（英語版）
- シンガンナ - ラザー・ムラード
- アンバ・デヴドゥ - ジャヤー・プラカーシュ・レッディ（英語版）
- ジャヤパ・ナイドゥ - スッバラーヤ・シャルマ（英語版）
- テッティビ - ヴェーヌ・マーダヴ（英語版）
- ヴァラダ・レッディ - アルピット・ランカー（英語版）
- アクシャラ・デーヴィ - アクシャラ・マンダパティ

## 製作
グナシェカールはルドラマ・デーヴィの生涯を題材にした脚本を執筆した。ルドラマ・デーヴィ役としてアヌシュカ・シェッティ、ナヤンターラ、プリヤンカー・チョープラーが検討されたが、最終的に『Arundhati』の演技を評価されたアヌシュカが起用された。音楽監督にはイライヤラージャ、美術監督にはトーッター・ダラニが起用され、8億ルピーの製作費が投じられた。ゴーナ・ガンナー・レッディ役にはマヘーシュ・バーブとN・T・ラーマ・ラオ・ジュニアが検討されたが、2人とも出演を辞退しており、最終的にアッル・アルジュンが起用された。衣装デザインはニーター・ルッラーが担当している。ラッパーのバーバ・セガールはグナシェカールの依頼で映画への出演が決まり、悪役のマハーデーヴァには『Khelein Hum Jee Jaan Sey』や『Heart Attack』で悪役を演じていたヴィクラムジート・ヴィルクが起用されている。2013年2月14日からワランガルのルドレシュワラ・スワーミ寺院で最初の撮影が行われ、2014年7月に撮影の最終スケジュールが終了した。
オーディオ・ミュージックはテランガーナ州、アーンドラ・プラデーシュ州で別々に発売される予定で、それぞれの州首相がゲストとして発売イベントに出席する。アルバム6曲のうち3曲はヴィシャーカパトナムのウガディの当日にリリースされ、残りの3曲は翌日ワランガルでリリースされた。アルバムはデカン・ミュージックのベスト・テルグ・アルバムに選ばれている。

## 公開
2015年3月に予告編が公開された。公開日は6月26日を予定していたが、技術的な問題により10月9日に変更された。テランガーナ州では娯楽税が免除された。また、インド国外の顧客向けサービスとして、Herotalkies.comのウェブサイトで3D・2Dフォーマットの配信が行われた。

## 評価

### 興行収入
本作は2015年公開のインド映画の公開初日興行収入で第5位となった。公開週末の国内興行収入は3億2000万ルピーとなり、公開第1週の累計興行収入は5億7620万ルピーを記録した。公開17日目の合計興行収入は8億1770万ルピーとなり、公開21日目に8億3000万ルピー、公開35日目には8億6920万ルピーを記録した。
ヒンディー語吹替版は公開2週間で1億5000万ルピーの興行収入を記録した。国外の興行収入は公開24日目に99万772ドル、公開31日目には99万3837ドルを記録した。

### 批評
本作は物語やアヌシュカの演技が高く評価されている。Belvoir Eagleは3.5/5の星を与え、ハンズ・インディアのキアーラ・シンドゥは4/5の星を与えている。

### 受賞・ノミネート
| 映画賞                            | 部門                       | 対象                                                   | 結果       |
| --------------------------------- | -------------------------- | ------------------------------------------------------ | ---------- |
| ウガディ・アワード                | 主演女優賞                 | アヌシュカ・シェッティ                                 | 受賞       |
| CineMAA賞                         | 主演女優賞                 | アヌシュカ・シェッティ                                 | 受賞       |
| CineMAA賞                         | 審査員選出男優賞           | アッル・アルジュン                                     | 受賞       |
| CineMAA賞                         | 特別表彰                   | グナシェカール                                         | 受賞       |
| バラタムリ・アワード              | 主演女優賞                 | アヌシュカ・シェッティ                                 | 受賞       |
| 南インド国際映画賞                | 審査員選出女優賞           | アヌシュカ・シェッティ                                 | 受賞       |
| 南インド国際映画賞                | 主演女優賞                 | アヌシュカ・シェッティ                                 | ノミネート |
| 南インド国際映画賞                | 審査員選出男優賞           | アッル・アルジュン                                     | 受賞       |
| 南インド国際映画賞                | 主演男優賞                 | アッル・アルジュン                                     | ノミネート |
| 南インド国際映画賞                | 監督賞                     | グナシェカール                                         | ノミネート |
| 南インド国際映画賞                | 作品賞                     | グナシェカール                                         | ノミネート |
| 南インド国際映画賞                | 助演女優賞                 | ニティヤー・メーナン                                   | ノミネート |
| フィルムフェア賞 南インド映画部門 | 主演女優賞                 | アヌシュカ・シェッティ                                 | 受賞       |
| フィルムフェア賞 南インド映画部門 | 助演男優賞                 | アッル・アルジュン                                     | 受賞       |
| サントーシャム南インド映画賞      | 主演女優賞                 | アヌシュカ・シェッティ                                 | 受賞       |
| サントーシャム南インド映画賞      | 作品賞                     | グナシェカール                                         | 受賞       |
| IIFAウトサヴァム                  | 主演女優賞                 | アヌシュカ・シェッティ                                 | ノミネート |
| IIFAウトサヴァム                  | 助演男優賞                 | アッル・アルジュン                                     | 受賞       |
| IIFAウトサヴァム                  | 助演女優賞                 | ニティヤー・メーナン                                   | ノミネート |
| IIFAウトサヴァム                  | 悪役賞                     | ヴィクラムジート・ヴィルク                             | ノミネート |
| IIFAウトサヴァム                  | 作詞家賞                   | シュリヴェネラ・シータラーマ・サストリー「Madagajame」 | ノミネート |
| IIFAウトサヴァム                  | 男性プレイバックシンガー賞 | ハリハラン「Avuna Neevena」                            | ノミネート |
| IIFAウトサヴァム                  | 女性プレイバックシンガー賞 | シュレヤ・ゴシャル「Punnami Puvvai」                   | ノミネート |
| テランガーナ・ガッダル映画賞      | 第1位作品賞                | 『ルドラマデーヴィ 宿命の女王』                        | 受賞       |